# Isopyrum
Isopyrum és un gènere de plantes amb flors de la família ranunculàcia. És originari d'Euràsia. De vegades se'l considera part del gènere nord-americà Enemion.
Comprèn unes 30 espècies de les regions temperades de l'hemisferi boreal

## Espècies dels Països Catalans[1]
- Isopyrum thalictroides

## Altres espècies
- Isopyrum occidentale (sinònim Enemion occidentale)
- Isopyrum stipitatum (sinònim Enemion stipitatum)